# Sri Wahyuni Agustiani
Sri Wahyuni Agustiani (nascida em 13 de agosto de 1994) é uma halterofilista indonésia que representou seu país, Indonésia, na categoria até 48 km feminino do halterofilismo nos Jogos Olímpicos de Verão de 2016 no Rio de Janeiro, conquistando a medalha de prata, com um total de 192 kg.